# وقواق شاحب
وقواق شاحب (الاسم العلمي: Cuculus pallidus) (بالإنجليزية: Pallid Cuckoo)‏ هو نوع من الطيور يتبع جنس الوقواق من فصيلة طيور الوقواق. تتواجد في أستراليا وجزيرة كريسماس وإندونيسيا ونيوزيلندا وبابوا غينيا الجديدة. الموائل الطبيعية لها هي الغابات الجافة المدارية أو شبه الاستوائية وغابات المنغروف الاستوائية أو شبه الاستوائية. البيض له يزن حوالي 3.9 كرم ويحتضنها لمدة 13 يوماً.